# Сан-Хосе-дель-Кабо
Сан-Хосе-дель-Кабо (исп. San José del Cabo) — город в Мексике, штат Южная Нижняя Калифорния, входит в состав муниципалитета Лос-Кабос и является его административным центром. Численность населения, по данным переписи 2020 года, составила 136 285 человек.

## Топонимика
Название San José del Cabo в дословном переводе с испанского языка означает: мыс Святого Хосе.

## История
Поселение было основано в 1730 году как христианская миссия священниками-иезуитами Хосе Эчеверрием и Николасом Тамаралем.